# Saint-Hilaire-du-Rosier
 Saint-Hilaire-du-Rosier  es una población y comuna francesa, en la región de Ródano-Alpes, departamento de Isère, en el distrito de Grenoble y cantón de Saint-Marcellin.

## Demografía
| 1345 | 1279 | 1324 | 1559 | 1731 | 1760 |
| Para los censos de 1962 a 1999 la población legal corresponde a la población sin duplicidades (Fuente: INSEE [Consultar]) |      |      |      |      |      |